# Разумневич, Владимир Лукьянович
Владимир Лукьянович Разумневич (22 февраля 1928, Кинешма, Иваново-Вознесенская губерния — 10 октября 1996) — советский и российский писатель.

## Биография
Окончил в 1952 году Уральский университет. Начинал как газетчик и публицист, был редактором областной молодёжной газеты «Волжский комсомолец». В конце 1950-х годов попробовал сочинять рассказы для детей. Позже занялся также критикой, но почти все монографии посвятил в основном литфункционерам и их жёнам. C 1955 г. по 1962 г. был главным редактором областной молодёжной газеты «Волжский комсомолец», редактировал журнал «Волга». Работал инструктором сектора печати ЦК ВЛКСМ, заместителем главного редактора журнала «Смена», редактором по литературе и искусству газеты «Комсомольская правда». В 1965 году был принят в Союз советских писателей. Около 10 лет работал главным редактором Центральной киностудии детских и юношеских фильмов им. М. Горького. Был членом редколлегии журнала «Пионер».
О Владимире Лукьяновиче Разумневиче Сергей Михалков сказал, что это писатель, щедро наделенный редким и дефицитным умением сочетать юмор с серьёзнейшими проблемами. Известные повести «Про нашу Наташу», «Волшебник без бороды», "Пароль «Стрекоза», «Человек вверх ногами», «Десять приключений Петуха…».